# Artibeus hirsutus
Artibeus hirsutus är en däggdjursart som beskrevs av K. Andersen 1906. Artibeus hirsutus ingår i släktet Artibeus, och familjen bladnäsor. IUCN kategoriserar arten globalt som livskraftig. Inga underarter finns listade i Catalogue of Life.
Arten tillhör de större arterna i släktet men är av dessa en av de mindre. Underarmarna är 52 till 58,4 mm långa och vikten är 32 till 47,2 g. Förutom könsorganen finns inga yttre skillnader mellan hannar och honor. På den del av flygmembranen som ligger mellan bakbenen förekommer päls. Artibeus hirsutus har i varje käkhalva 2 framtänder, 1 hörntand, 2 premolarer och 3 molarer. Ibland saknas den tredje molaren.
Denna fladdermus förekommer i västra Mexiko vid Stilla havet. Habitatet utgörs av växtligheten vid vattendrag och dammar i halvöknar och bergstrakter. Dessutom uppsöks trädgårdar. Individerna vilar i grottor, gruvor och byggnader. Honor som diade sina ungar hittades mellan juni och september.